# رجا أبيل
رجا أبيل (بالإنجليزية: Raja Abel) هو ممثل هندي، ولد في 9 نوفمبر 1978 في الهند. عمل في أفلام التيلوغو. وهو معروف بدوره في فيلم التيلوغو "أناند". بدأ مشواره الفني عام 2002 بأداء دور صغير في الفيلم الكوميدي الرومانسي "أو تشيننادانا". منذ دخوله عالم السينما، شارك في عدة أفلام ناجحة مثل "أناند"، "آا نالوجورو"، "فينيلّا"، و"ستايل".

## النشأة والحياة الشخصية
وُلد راجا أبيل في فيساخاباتنام. والده يتحدث التيلوغو وينتمي إلى طبقة البراهمين، ووالدته بريطانية.
شارك في دعم حزب YSRCP خلال الانتخابات الهندية لعام 2014. ترك مجال السينما وهو يعمل حالياً كقسيس في حيدر آباد.

## وصلات خارجية
- رجا أبيل على موقع IMDb (الإنجليزية)